# Календар виборів 2019
Даний список містить календар парламентських та президентських виборів, а також референдумів у 2019 році. Конкретні дати вказані там, де вони вже відомі.

## Розклад

### Лютий
- 3 лютого  Сальвадор Президентські вибори [en][1]
- 23 лютого  Нігерія Загальні вибори[en][2][3]
- 24 лютого:
  -  Куба Конституційний референдум[en]
  -  Молдова Парламентські вибори в Молдові 2019[4]

### Березень
- 3 березня  Естонія Парламентські вибори[5]
- 5 березня  Федеративні Штати Мікронезії Парламентські вибори[en]
- 10 березня:
- Північна Корея Парламентські вибори[en]
- Гвінея-Бісау Парламентські вибори[en]
- 16 березня  Словаччина Президентські вибори (1-й раунд)[6]
- 24 березня:
  -  Буркіна-Фасо Конституційний референдум[en]
  -  Коморські Острови Президентські вибори [en]
  -  Таїланд Загальні вибори[en][7]
- 30 березня  Словаччина Президентські вибори (2-й раунд)
- 31 березня  Україна Вибори Президента (1-й тур)
- Гвінея Закондавчі вибори[en]
- Гаяна Парламентські вибори[en]

### Квітень
- 3 квітня  Соломонові Острови Загальні вибори[en]
- 5 квітня  Мальдіви Парламентські вибори[en]
- 7 квітня  Андорра Парламентські вибори[en]
- 9 квітня  Ізраїль Парламентські вибори[en]
- 11 квітня  Індія Загальні вибори (1-й етап)
- 14 квітня  Фінляндія Парламентські вибори[en]
- 17 квітня  Індонезія Президентські вибори [en]
- 18 квітня  Алжир Президентські вибори [en]
- 18 квітня  Індія Загальні вибори (2-й етап)
- 20 — 22 квітня  Єгипет Конституційний референдум[en][8]
- 21 квітня:
  -  Україна Вибори Президента (2-й тур)
  -  Північна Македонія Президентські вибори (1-й раунд)[9]
- 23 квітня  Індія Загальні вибори (3-й етап)
- 28 квітня:
  -  Іспанія Парламентські вибори[10]
  -  Бенін Парламентські вибори [en]
- 29 квітня  Індія Загальні вибори (4-й етап)

### Травень
- 5 травня:
  -  Панама Загальні вибори[en]
  -  Північна Македонія Президентські вибори (2-й раунд)[9]
- 6 травня  Індія Загальні вибори (5-й етап)
- 8 травня:
  -  Беліз Конституційний референдум[en]
  -  ПАР Парламентські вибори[en]
- 12 травня:
  -  Литва Президентські вибори (1-й раунд)[11][12]
  -  Індія Загальні вибори (6-й етап)
- 13 травня  Філіппіни Вибори до Сенату[en] та Вибори до Палати представників[en]
- 18 травня  Австралія Федеральні вибори
- 19 травня:
  -  Швейцарія Референдум[en]
  -  Індія Загальні вибори (7-й етап)
- 21 травня  Малаві Президентські та парламентські вибори
- 23 травня  Європейський Союз Вибори Європарламенту (Велика Британія, Нідерланди)[13]
- 24 травня:
  -  Ірландія Конституційний референдум[en]
  -  Європейський Союз Вибори Європарламенту (Ірландія, Чехія)
- 25 травня  Європейський Союз Вибори Європарламенту (Латвія, Мальта, Словаччина, Чехія)
- 26 травня:
  -  Бельгія Парламентські вибори
  -  Литва Президентські вибори (2-й раунд)[12]
  -  Європейський Союз Вибори Європарламенту (Австрія, Бельгія, Болгарія, Греція, Данія, Естонія, Іспанія, Італія, Кіпр, Литва, Люксембург, Нідерланди, Німеччина, Польща, Португалія, Румунія, Словенія, Угорщина, Фінляндія, Франція, Хорватія, Швеція)
- 27 травня  Мадагаскар Парламентські вибори[en]
- Чад Парламентські вибори[en]

### Червень
- 2 червня  Сан-Марино Референдум[en]
- 5 червня  Данія Парламентські вибори[en]
- 9 червня  Казахстан Президентські вибори в Казахстані 2019 [14]
- 16 червня  Гватемала Президентські (1-й раунд) та парламентські вибори[en]
- 22 червня  Мавританія Президентські вибори [en][15]

### Липень
- 7 липня  Греція Парламентські вибори у Греції (2019)[16]
- 21 липня:
  -  Україна Парламентські вибори в Україні 2019
  -  Японія Вибори до Палати радників[en]
- Гаяна Загальні вибори[en]

### Серпень
- 11 серпня  Гватемала Президентські вибори (2-й раунд)[en]
- 24 серпня  Науру Парламентські вибори[en]

### Вересень
- 8 вересня  Росія Єдиний день голосування[17]
- 9 вересня  Тувалу Загальні вибори[18]
- 15 вересня  Туніс Президентські вибори (1-й раунд)[19]
- 17 вересня  Ізраїль Парламентські вибори[en]
- 28 вересня  Афганістан Президентські вибори[en][20]
- 29 вересня  Австрія Парламентські вибори[21]
- 30 вересня  Монтсеррат Загальні вибори[en]

### Жовтень
- 5 жовтня  ОАЕ Парламентські вибори[en][22]
- 6 жовтня:
  -  Португалія Парламентські вибори
  -  Туніс Парламентські вибори[en][23]
  -  Косово Парламентські вибори[en][24]
- 13 жовтня  Польща Вибори до Парламенту
- 13 жовтня  Мозамбік Президентські та парламентські вибори
- 17 жовтня  Гібралтар Парламентські вибори[25]
- 20 жовтня:
  -  Болівія Вибори Президента та Конгресу[en]
  -  Швейцарія Вибори до Федеральних зборів[en]
  -  Молдова Загальні вибори в місцеві органи влади[26]
- 21 жовтня  Канада Вибори до Палати громад[en][27]
- 23 жовтня  Ботсвана Загальні вибори[en]
- 27 жовтня:
  -  Аргентина Президентські та парламентські вибори
  -  Гаїті Парламентські вибори[en][28][29]
  -  Оман Загальні вибори[en][30]
  -  Уругвай Президентські  та парламентські вибори[en][31]
- Туніс Президентські вибори (2-й раунд)[32][33]

### Листопад
- 7 листопада  Маврикій Парламентські вибори[en][34]
- 10 листопада:
  -  Румунія Президентські вибори (1-й тур)
  -  Іспанія Парламентські вибори[en]
- 16 листопада  Шрі-Ланка Президентські вибори[en][35]
- 17 листопада  Білорусь Вибори до Палати представників Національних зборів Республіки Білорусь 7-го скликання[36]
- 18 листопада:
  -  Маршаллові Острови Парламентські вибори[en]
  -  Монтсеррат Парламентські вибори[en]
- 24 листопада:
  -  Румунія Президентські вибори (2-й тур)
  -  Ліхтенштейн Референдум[en]
  -  Уругвай Президентські вибори (2-й раунд)[en][31]
  -  Гвінея-Бісау Президентські вибори[en]
- 27 листопада  Намібія Президентські та парламентські вибори[en]

### Грудень
- 6 грудня  Домініка Загальні вибори[en][37]
- 8 грудня  Сан-Марино Загальні вибори[en]
- 12 грудня:
  -  Алжир Президентські вибори[en]
  -  Велика Британія Вибори до Палати громад[38]
- 17 грудня  Гана Конституційний референдум[en]
- 22 грудня  Узбекистан Парламентські вибори (1-й раунд)[39]